# Boris Sacharowitsch Schumjazki

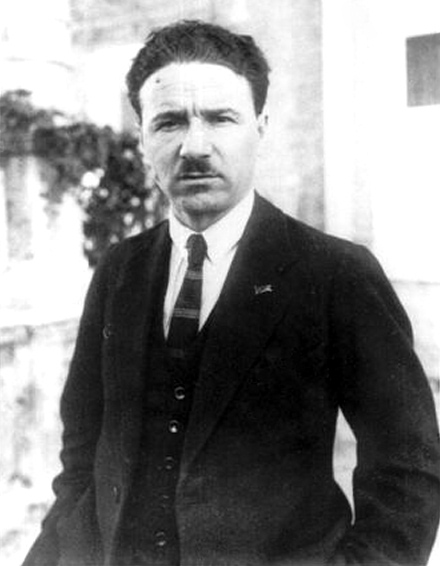
Boris Schumjazki (1924)

Boris Sacharowitsch Schumjazki (russisch Борис Захарович Шумяцкий, wiss. Transliteration Boris Zacharovič Šumjackij; * 4. November 1886 in Werchneudinsk, jetzt Ulan-Ude; † 29. Juli 1938 in Moskau) war ein russischer Revolutionär und der höchste sowjetische Filmfunktionär von 1930 bis 1937.

## Leben

### 1886–1902: Kindheit und Jugend
Schumjazki entstammt einer jüdischen Buchbinder-Familie aus Sankt Petersburg. Nach der Ermordung des Zaren Alexander II. durch politische Terroristen wurde das Aufenthaltsrecht für Juden verschärft und die Eltern Schumjazkis wurden nach Ostsibirien zwangsumgesiedelt. Seit seinem 12. Lebensjahr arbeitete Schumjazki in der Eisenbahnwerkstatt von Tschita.

### 1903–1929: Bolschewik, Parteifunktionär und Diplomat
1903 wurde Schumjazki Mitglied der RSDAP-Bolschewiki. Während der Revolution von 1905 leitete er eine bolschewistische Kampfgruppe in den Krasnojarsker Eisenbahnwerkstätten. Nach der Niederschlagung des Krasnojarsker Aufstands wurde Schumjazki festgenommen, brach aber bald aus dem Gefängnis aus und verbrachte mehrere Jahre in China und Argentinien.
Nach seiner Rückkehr nach Russland in 1913 lebte Schumjazki im Untergrund. Während der Revolution von 1917 war er Redakteur des zentralen Parteiorgans in Petrograd und anschließend Vorsitzender der sibirischen Sowjetregierung Zentrosibir, Vorsitzender des Militärrates in der Fünften Revolutionsarmee in der Mongolischen Volksrepublik, Premierminister der Fernöstlichen Republik, Bevollmächtigter Vertreter Sowjetrusslands und später der Sowjetunion in Teheran.

### 1930–1937: Filmpolitiker
Im November 1930 wurde Schumjazki Vorsitzender des Allunionskombinats der Film- und Fotoindustrie Sojuskino. 1933 wurde Sojuskino in eine Hauptverwaltung der Film- und Fotoindustrie GUKF umgewandelt und direkt dem Rat der Volkskommissare unterstellt. Schumjazki erhielt neue Vollmachten und war nun außer für Filmproduktion und -verleih auch für die Produktion des Filmmaterials und den Import/Export von Filmen zuständig.
In seiner Funktion als Leiter der gesamten Filmindustrie setzte Schumjazki die Parteilinie durch und ging gegen Filmemacher wie Sergei Eisenstein vor, die damals des Formalismus bezichtigt wurden. Zugleich unterstützte er jüngere Regisseure wie Grigori Alexandrow oder Michail Romm und initiierte eine Reihe von Filmproduktionen, vor allem Musikkomödien, die heute als Klassiker des sowjetischen Films gelten. Seine Devise war: „Die siegende Klasse will freudig lachen“.
Als Leiter der gesamten Filmproduktion der UdSSR verantwortete Schumjazki auch die nächtlichen Filmvorführungen für Stalin und die Politbüromitglieder im Moskauer Kreml. Stalin ließ sich regelmäßig sowjetische und ausländische Filme vorführen, sah sich jedoch nicht nur fertige Filme an, sondern auch Teile noch unfertiger Streifen oder auch nur einzelne Ausgaben der Wochenschau. Schumjazki protokollierte alle Kommentare und Gespräche von und mit Stalin.
Nach seinem Besuch in Hollywood im Jahr 1935 schlug Schumjazki eine Reform der sowjetischen Filmindustrie vor. An der Schwarzmeerküste bei Odessa oder auf der Krim sollte die Filmstadt Kinograd entstehen. Im sogenannten „sowjetischen Hollywood“, so Schumjazkis Argument, würde die bisher über das gesamte Land zerstreute Filmproduktion an einem Ort konzentriert. Die Zentralisierung und nicht zuletzt auch die vorteilhaften klimatischen Bedingungen sollten die Produktion von Filmen steigern. Doch für die sowjetische Führung erwies sich das Projekt als zu teuer. Es wurde nie realisiert.
Im Jahr 1935 wurde Schumjazki mit dem Leninorden ausgezeichnet, doch schon in diesem Jahr stieß die Filmindustrie an ihre Wachstumsgrenzen. Von 130 geplanten Spielfilmen wurden nur 45 produziert. Für das nächste Jahr 1936 wurden 165 Filme geplant und wieder nur 46 fertiggestellt. Daraufhin wurde das Plansoll für 1937 auf 62 Filme herabgesetzt; tatsächlich produziert wurden lediglich 24 Spielfilme.
Die Parteipresse und die Regierungsfunktionäre legten den Produktionseinbruch Schumjazki persönlich zur Last. Ebenso wurden seine Kinograd-Pläne als klassenfremd denunziert. Während der Silvesterfeier 1937 im Kreml kam es dann zum offenen Streit zwischen Schumjazki und Stalin. Obwohl der Streitanlass wenig gewichtig war, nahm Schumjazkis Karriere ein abruptes Ende. Am 18. Januar 1938 wurde er als „Volksfeind“ und angebliches Mitglied der „faschistischen Trotzki-Bucharin-Rykow-Bande“ verhaftet und wegen „politischer Blindheit“, „Sabotage der Filmindustrie“ und „geplanter Attentate auf die Politbüromitglieder“ zum Tode verurteilt und hingerichtet.